# Municipio de North Codorus
El municipio de North Codorus (en inglés: North Codorus Township) es un municipio ubicado en el condado de York en el estado estadounidense de Pensilvania. En el año 2000 tenía una población de 7,915 habitantes y una densidad poblacional de 94 personas por km².

## Geografía
El municipio de North Codorus se encuentra ubicado en las coordenadas 39°55′00″N 76°52′35″O / 39.91667, -76.87639.

## Demografía
Según la Oficina del Censo en 2000 los ingresos medios por hogar en la localidad eran de $48,315 y los ingresos medios por familia eran $51,677. Los hombres tenían unos ingresos medios de $40,279 frente a los $25,326 para las mujeres. La renta per cápita para la localidad era de $19,912. Alrededor del 3,8% de la población estaban por debajo del umbral de pobreza.